# Melitaea ravalpina
Melitaea ravalpina är en fjärilsart som beskrevs av Ruggero Verity 1929. Melitaea ravalpina ingår i släktet Melitaea och familjen praktfjärilar. Inga underarter finns listade i Catalogue of Life.